# Diego Ramírez Pagán

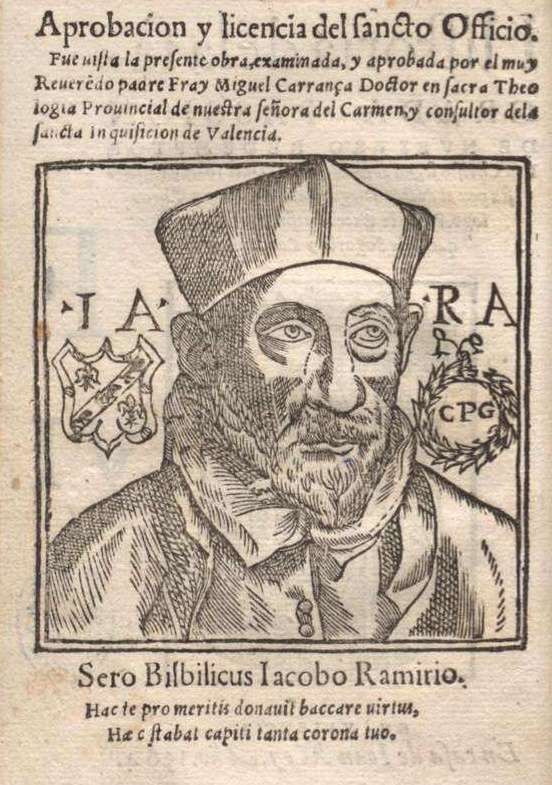
Diego Ramírez Pagán. Grabado xilográfico a la vuelta de la portada de la Historia de la sagrada Passion de nuestro Redemptor Iesu Christo... En Valencia, en casa de Ioan Mey. Año 1564. Biblioteca Nacional de España.

Diego Ramírez Pagán (Murcia, c. 1524-después de 1564) fue un poeta petrarquista y sacerdote español.
Son muy escasos los datos que se conocen de su biografía. Natural de Murcia, estudió en la Universidad de Alcalá, doctorándose en teología. Ordenado sacerdote hacia 1544, en 1557 se encontraba en Valencia como capellán del duque de Segorbe y confesor de sus hijas. Fue en Valencia donde dio a la luz sus dos obras publicadas en vida: Floresta de varia poesía (1562), dividida en tres partes: la primera dedicada al duque de Segorbe y virrey de Valencia, la segunda al príncipe de Mélito y la tercera a doña Leonor de Guálvez, y la Historia de la sagrada Passion de nuestro Redemptor Iesu Christo segun el Euangelio de sanct Ioan [...] Para la Excelentísima señora duquesa de Segorbe y de Cardona (Valencia, por Ioan Mey, 1564), poema en coplas reales. También es en Valencia donde pudo conocer y trabar amistad con Jorge de Montemayor —residente en la ciudad entre 1557 y 1560—, con quien intercambió epístolas literarias en verso.
Fuera de las composiciones poéticas tanto sagradas como profanas reunidas en esos dos libros, la producción literaria de Ramírez Pagán se completaría con unos pocos sonetos publicados como preliminares en las obras de algunos de sus amigos, a los que se dedican, y la promesa de una segunda parte de la Floresta, que decía entregada ya a los impresores al dar a luz la primera parte, y que había de constar de «la descripción del espantoso terremoto de Murcia, dirigida al ilustríssimo marqués de los Vélez. Todas las epístolas de Ovidio traduzidas en verso español. Una apología e invectiva contra los hereges: y otras cosas dignas de ser tenidas en algo».